# 井上頼圀
井上 頼圀（いのうえ よりくに、天保10年2月18日（新暦1839年4月1日） - 大正3年（1914年）7月4日）は、国学者。

## 経歴
江戸・神田松下町生まれ。幼名は次郎。通称は肥後・鉄直。号は伯随・厚載。和歌を相川景見に学び、平田銕胤に国学を、日本古暦道を権田直助に学ぶ。維新後は文部省、宮内省に出仕し、私塾神習舎で教えた。明治15年（1882年）松野勇雄らと皇典講究所（のち國學院）を設立。明治16年（1883年）矢野玄道と六国史の校訂を嘱託される。國學院教授、女子学習院教授、古事類苑校閲員を務めた。1905年東京帝国大学文学博士。
大正元年（1912年）、六国史校訂材料取調主任に就任。大正3年（1914年）7月4日、腎臓炎と尿毒症のため死去。墓所は青山霊園(立山1イ3-1)。

## 家族・親族
- 孫：井上頼豊は音楽家。

## 著書
- 大槻如電共編 『新撰東西年表』 吉川半七、 1898年。
- 井上頼文・吉岡頼教編 『己亥叢説』 吉川半七、 1899年。
- 高山昇・菟田茂丸共編 『難訓辞典』 啓成社、1907年。
- 中垣孝雄・他共著 『教育勅語模範講話』 明識館、1909年。
- 『古事記考』 明治書院、1909年。
- 『国漢新辞典』 大倉書店、1911年。
- 『現代文章宝典』 前川文栄閣、1911年。
- 本居豊穎・上田万年共校訂 『校定古事記』 皇典講究所、1911年。
- 近藤正一共編 『謡曲二百番謡ひ鑑』 博文館、1913年 - 1914年。
- 『最新書翰文』（第22版）、文永館書店 1924年。
- 『己亥叢説 続』 神習会、1934年。